# Fort comme un homme
Fort comme un homme est un téléfilm français réalisé en 2006 par Stéphane Giusti et diffusé en 2007.

## Synopsis
Fraîchement arrivé de Grenoble, Olivier Costa, un beau demi d'ouverture, a été choisi par un grand club de rugby parisien. Accueilli par Alain Moretti, l'entraîneur, et Fred, l'ex-capitaine de l'équipe, il s'installe dans un grand appartement avec Brian, un joueur irlandais. Très doué, Olivier ne tarde pas à être remarqué pour ses prouesses sportives et sa plastique. Surtout lorsque le président du club entreprend de publier un calendrier glamour avec les photos des joueurs. Bientôt sacré icône du rugby, Olivier tombe sous le charme d'Inès, la photographe du calendrier. Grisé par l'argent et la notoriété, il entame une ascension tumultueuse.

## Fiche technique
- Réalisation : Stéphane Giusti
- Scénario : Manuel Herrero et Fanny Herrero
- Musique : Lazare Boghossian
- Durée : 89 minutes
- Date de diffusion : 4 septembre sur Arte

## Distribution
- Marc Ruchmann : Olivier
- Audrey Fleurot : Inès
- Philippe Maymat : Michel
- Philippe Cariou : Moretti
- James Gerard : Brian
- Denis Karvil : Le président
- Arnaud Binard : Franck
- Vincent Cucheval : Christian
- Alejandro Franco : Le beau-frère
- Claire Franco : La nièce
- Thomas Mege : Jérôme
- Bernard Laporte : Bernard Laporte